# برنامج الأسلحة النووية الإيطالي
كان برنامج الأسلحة النووية الإيطالي محاولة إيطاليةً لتطوير هذه النوعية من الأسلحة في أواخر ستينيات القرن العشرين وأوائل سبعينياته. بعد مقترحات فاشلة لإنشاء برنامج متعدد الأطراف مع دول حلف شمال الأطلسي في خمسينيات القرن العشرين وستينياته، أطلقت إيطاليا برنامجًا وطنيًا للأسلحة النووية، بما في ذلك اختبار صاروخ باليستي. انتهى البرنامج عام 1975 بانضمام إيطاليا إلى معاهدة الحد من انتشار الأسلحة النووية. لا تنتج إيطاليا حاليًا ولا تمتلك أي أسلحة نووية، لكنها تشارك في برنامج الناتو لتقاسم الأسلحة النووية.

## خلفية
مع نهاية الحرب العالمية الثانية، سارعت إيطاليا إلى إدراك الوضع الجيوسياسي وأنشأت استراتيجيةً سياسيةً تعتمد على التعددية، من خلال إقامة علاقة وثيقة مع الولايات المتحدة وعضوية حلف شمال الأطلسي (الناتو) وتحقيق اندماج أوروبي أكبر. كان الجيش الإيطالي حريصًا بشكل خاص على الحصول على الأسلحة النووية، إذ رأى أنها تلعب دورًا تكتيكيًا بالمقام الأول.
بدأت إيطاليا بالحصول على الأسلحة النووية الأمريكية في ظل سياسة الناتو في خطة المشاركة النووية. كانت أول الأسلحة النووية التي نُشرت صواريخ إم جي آر-1 أونست جون وإم جي إم كوربورال عام 1957، ثم تبعها في ما بعد صاروخ الأرض-جو إم آي إم-14 نايكي هركليز. لكن كل هذه الأنظمة كانت تحت سيطرة الولايات المتحدة وحدها، لذا فقد عمدت إيطاليا في الوقت نفسه إلى الحوار مع الدول الأوروبية الأخرى حول برنامج نووي تعاوني. أُجريت مباحثات مع فرنسا وألمانيا حول الردع النووي المشترك، إلا أن هذه المباحثات قد قُلّصت في عام 1958 بسبب رغبة شارل ديغول بوجود رادع فرنسي مستقل.
أعطى القرار الذي اتخذته سويسرا في 23 ديسمبر عام 1958 بمواصلة برنامج للأسلحة النووية رغبةَ إضافيةً لإيطاليا، التي مارست بدورها الضغط على الولايات المتحدة للحصول على أسلحة نووية إضافية. في 26 مارس عام 1959، جرى الاتفاق على أن تتلقى القوات الجوية الإيطالية 30 صاروخًا بالستيًا من طراز بّي جي إم-19 جوبيتر للعمل من قاعدة غيويا ديل كولي الجوية. وصلت الصواريخ الأولى في 1 أبريل عام 1960. هذه المرة، قدم الأمريكيون نظامًا ثنائي المفتاح دفع الحكومة الإيطالية إلى الاعتقاد أنها تملك سيطرة أكبر، وبالتالي قوة أكبر في حلف شمال الأطلسي. بشكل صريحٍ، يمكن استخدام الصواريخ الجديدة «لتنفيذ خطط حلف شمال الأطلسي وسياساته في أوقات السلم والحرب». أدار هذه الصواريخَ اللواءُ السادس والثلاثون الجديد.

## القوة متعددة الاطراف
في نفس الوقت الذي عملت فيه إيطاليا مع الولايات المتحدة، بحثت العمل في إطار مفهوم القوة متعددة الأطراف التابعة لمنظمة حلف شمال الأطلسي لتطوير قوة نووية أوروبية. كان مفهوم القوة متعددة الأطراف مفهومًا تروج له الولايات المتحدة لوضع جميع الأسلحة النووية لحلف شمال الأطلسي التي لا تشغلها خدماتها الخاصة تحت رقابة مشتركة، مع سيطرة القوات الأمريكية والأوروبية على أنظمة ثنائية المفتاح. بالنسبة إلى الولايات المتحدة، كان هذا المفهوم محاولة لموازنة رغبة الأعضاء الآخرين بلعب دور في الردع النووي مع مصلحتهم في وضع جميع الترسانات النووية الغربية الموجودة والمحتملة تحت مظلة تحالف أكثر تماسكًا. ظلت إيطاليا منذ وقت طويل تطالب بالتعاون النووي، إذ قال وزير الدفاع الإيطالي باولو إميليو تافياني في 29 نوفمبر 1956 إن الحكومة كانت تحاول إقناع «حلفائها بإزالة القيود غير المبررة المتعلقة بوصول دول حلف شمال الأطلسي إلى أسلحة جديدة». اتبعت هذه السياسةَ إدارتا كينيدي وجونسون، وشكلت جزءًا أساسيًا من المفاوضات حول اتفاق ناسو بين الولايات المتحدة والمملكة المتحدة ومحاولة انضمام المملكة المتحدة إلى السوق الأوروبية المشتركة في عام 1966.

## الأهداف النووية المحتملة
حفزت برامج مماثلة في البلدان المجاورة، ولا سيما رومانيا وسويسرا ويوغوسلافيا، على تطوير البرنامج الإيطالي. لكن في عام 2005، صرح الرئيس الإيطالي السابق فرانشيسكو كوسيغا بأن خطط الانتقام الإيطالية في أثناء الحرب الباردة تلخّصت بإسقاط الأسلحة النووية على براغ وبودابست إن حدثت ضربة سوفييتية أولى على أحد أعضاء حلف شمال الأطلسي.

## الوضع الحالي
إيطاليا جزءٌ من خطة المشاركة النووية الخاصة بحلف شمال الأطلسي (الناتو)، وفي إطار هذه الخطة، تحتفظ الولايات المتحدة بالوصاية والتحكم المطلق بالأسلحة النووية. نظرًا إلى هذه السياسة، فمن غير الواضح ما إذا كان بإمكان القوات الجوية الإيطالية استخدام هذه الأسلحة في وقت الحرب، ولكن بعض المصادر تدّعي خلاف ذلك.